# Stevi Perry
Stevi Lauren Perry (sinh ngày 5 tháng 7 năm 1990) là một nữ hoàng sắc đẹp người Mỹ. Cô là Miss Teen USA 2008.
Perry giành danh hiệu Miss Arkansas Teen USA 2008 vào ngày 25 tháng 11 năm 2007. Cô được chọn để đại diện cho bang Arkansas tham dự cuộc thi Miss Teen USA 2008 được tổ chức ở Bahamas.
Tháng 8 năm 2008, Perry tham dự cuộc thi Miss Teen USA 2008 diễn ra ở Atlantis Paradise Island, Nassau, Bahamas. Đây là lần đầu tiên, cuộc thi Miss Teen USA được tổ chức bên ngoài nước Mỹ. Kết quả chung cuộc, Stevi Perry được trao vương miện từ Hilary Cruz, Miss Teen USA 2007. Cô là Hoa hậu Arkansas đầu tiên đăng quang Miss Teen USA.
Trong thời gian tại vị, cô cùng với Crystle Stewart, Miss USA 2008 đến từ bang Texas và Dayana Mendoza, Hoa hậu Hoàn vũ 2008 đến từ Venezuela là các đại diện của Tổ chức Hoa hậu Hoàn vũ (Miss Universe Organization). Hiện nay, Perry đang theo học tại Học viện Điện ảnh New York.
Ngày 31 tháng 7 năm 2008, cô kết thúc một năm giữ danh hiệu Miss Teen USA và trao vương miện cho Stormi Henley đến từ bang Tennessee.